# Wejherowo

Wejherowos vapen.

Wejherowo (tyska Neustadt in Westpreußen, kasjubiska Wejrowò) är en stad i Pommerns vojvodskap i norra Polen. Wejherowo, som är beläget omkring 20 kilometer från Gdynia, hade 50 339 invånare år 2013.
Staden är vänort med Tyresö kommun i Stockholms län.